# Euphorbia trancapatae
Euphorbia trancapatae là một loài thực vật có hoa trong họ Đại kích. Loài này được (Croizat) J.F.Macbr. mô tả khoa học đầu tiên năm 1951.